# Zilver-107
Zilver-107 of 107Ag is een stabiele isotoop van zilver, een overgangsmetaal. Het is een van de twee stabiele isotopen van het element, naast zilver-109. De abundantie op Aarde bedraagt 51,839%. De isotoop zou in staat zijn tot spontane splijting.
Zilver-107 ontstaat onder meer bij het radioactief verval van palladium-107 en cadmium-107.

## Toepassingen
Als eindproduct in een vervalreeks kan het gebruikt worden bij ouderdomsbepaling van soorten gesteenten, bijvoorbeeld in (ex-)meteorieten waarin nog zowel palladium-107 als zilver-107 aanwezig zijn. Het palladiumisotoop heeft een dermate lange halveringstijd (circa 6,5 miljoen jaar) dat deze in principe niet waargenomen kan worden. Doordat in hetzelfde product het eindvervalproduct zilver aanwezig is, kan men aan de hand van de halveringstijd en de verhouding palladium-107/zilver-107 redelijk nauwkeurig bepalen hoe oud een gesteente is.
92Ag · 93Ag · 94Ag · 94m1Ag · 94m2Ag · 95Ag · 95m1Ag · 95m2Ag · 95m3Ag · 96Ag · 96m1Ag · 96m2Ag · 97Ag · 97mAg · 98Ag · 98mAg · 99Ag · 99mAg · 100Ag · 100mAg · 101Ag · 101mAg · 102Ag · 102mAg · 103Ag · 103mAg · 104Ag · 104mAg · 105Ag · 105mAg · 106Ag · 106mAg · 107Ag · 107mAg · 108Ag · 108mAg · 109Ag · 109mAg · 110Ag · 110m1Ag · 110m2Ag · 111Ag · 111mAg · 112Ag · 113Ag · 113mAg · 114Ag · 114mAg · 115Ag · 115mAg · 116Ag · 116mAg · 117Ag · 117mAg · 118Ag · 118m1Ag · 118m2Ag · 118m3Ag · 119Ag · 119mAg · 120Ag · 120mAg · 121Ag · 122Ag · 122mAg · 123Ag · 124Ag · 124mAg · 125Ag · 126Ag · 127Ag · 128Ag · 129Ag · 129mAg · 130Ag · 131Ag · 132Ag